# Fides (sastav)
Fides je hrvatska glazbena grupa iz Zagreba, koja izvodi pretežno duhovnu glazbu i postoji od 1988. godine.

## Povijest
Glazbenu grupu Fides, osnovali su Tomislav i Arijana Meštrović u Zagrebu 1988. godine. Prvi put su nastupili na Uskrs festu iste godine. Počeli su izvoditi duhovnu glazbu na suvremen način, pisali su i pjevali autorske pjesme te tradicionalnu gospel glazbu. Grupa je od početaka angažirana u župi sv. Antuna Padovanskoga na Svetom Duhu u Zagrebu, gdje su imali probe, organizirali crkveno pjevanje, kazališne i koncertne nastupe.
Grupa je s vremenom rasla i mijenjala članove. Veća aktivnost grupe počinje oko 2000. godine, kada se sve više pojavljuju u medijima i nastupaju u mnogim gradovima Hrvatske i u inozemstvu. Među prvim su izvođačima duhovne glazbe u Hrvatskoj, koji nastupaju izvan crkvenih prostora u gradskim kazalištima i koncertnim dvoranama. Tako su nastupili u varaždinskom HNK-u, osječkom HNK-u, u kazalištu Komedija u Zagrebu, u šibenskom, zadarskom, karlovačkom i drugim kazalištima.
Vrhunac je bio prilikom 15. godišnjice osnutka grupe 2003. godine, kada su održali koncert u Domu sportova u Zagrebu. To je bio prvi samostalni cjelovečernji koncert jednog hrvatskog glazbenog sastava, koji izvodi duhovnu glazbu. Održali su i dva velika koncerta u koncertnoj dvorani Vatroslava Lisinskog u Zagrebu, 2004. i 2006. godine, u Gavelli 2007. i na ljetnoj klupsko-kazališnoj sceni AMADEO. Mnogo puta su sudjelovali u humanitarnim koncertima.
Uz gospel stvaraju i izvode vlastiti autorsku glazbu, pjevaju i gregorijanske korale, a capella izvedbe, hrvatsku i katoličku tradicionalnu i božićnu glazbu. Veliku pažnju pridaju scenografiji i kostimografiji. Sviraju širok spektar glazbenih instrumenata kao što su gitare, violina, bubnjevi, saksofon, flauta, udaraljke, klavijature. Surađivali su s poznatim hrvatskim pjevačima poput Vanne, Nine Badrić, Zdenke Kovačiček, Akija Rahimovskog i drugih.

## Članovi grupe
- Tomislav Meštrović - vokal, gitara
- Arijana Meštrović - vokal
- Martin Šaban - vokal
- Djordjija Palić - vokal
- Morana Čapeta - vokal
- Antonija Catinelli - vokal
- Ninoslav Šebestijan - klavijature
- Silvija Štajcer Šaban - flauta
- Nenad Vodopija - udaraljke
- Kristijan Zorjan - bubnjevi
- Dubravko Jantolek - bas-gitara
- Luka Rojc - violina, gitara
- Tomislav Žužak - saksofon

Značajan doprinos grupi dali su i bivši stalni, a sada povremeni članovi
- Mladen Palenkaš - bubanj
- Renata Sumina - vokali
- Iva Jelić - vokali
- Marijo Bilić - bas-gitara
- Mislav Švigir  - gitara

## Diskografija
- Pozlaćena nada (1992.)
- Najljepše pjesme sa seminara I (2001.)[1]

01. Silan Bog
02. Duše Sveti dođi sa vatrom
03. Milost
04. Ruah
05. Pusti mreže te
06. Psalam 133
07. On među nas je došao
08. Rijeke žive vode
09. Svet
10. To je Mir
11. Ohrabri se
12. Krist na žalu
13. Svi slavimo
14. U Bogu mom
- Najljepše pjesme sa seminara II (2001.)[2][3]

01. Želim klicati
02. Predivan
03. Dođite s hvalama
04. Odlučio sam slijediti Krista
05. O, Jeruzaleme
06. Proslavi se
07. Slava Isusu
08. Isuse, volim te
09. Moje Te srce ljubi
10. Dođi Duše Svetosti
11. On je vladar
12. Braćo moja radujmo se
- 15 godina zajedno (live iz Doma sportova) (2003., dvostruki CD)[4][5][6]

CD 1
01. Tko sam ja?
02. Želim klicati
03. Isus je moj Bog
04. Sveti plam
05. Hvalit ću Te
06. Isus Emanuel
07. Psalam 84
08. Slava Bogu na visini
09. Tebi pjevam Isuse
10. Dobri anđele
11. Čuvar srca mog
12. Ti si kao san
13. On je vladar
14. Crveni plašt
CD 2
01. Little Light of Mine
02. Happy Day
03. Mighty God
04. More Love
05. You've Got a Friend
06. People Get Ready
07. Down to the River
08. As the Mountains
09. Jesus, Jesus
- Novi vijek (2004.)[7][8]

01. Novi vijek
02. Tebi pjevam Isuse
03. Da mi te sresti (Magdalena)
04. Čuvar srca mog
05. Psalam 84
06. Sveti plam
07. Ti mi srce osjećaš (Ti znaš)
08. Veličat ću
09. Svjetlo malo
10. Ti si kao san
11. Zdravo Marijo
12. Božićna
13. Jaganjče
- Vrijeme radosti (live - Božić s Fidesima) (2005.)[9][10]

01. VRIJEME RADOSTI (traditional-A. Meštrović-M.Šaban)
02. BOŽIĆNA (E. John-A. Meštrović-G. Kovačić)
03. VESELJE TI NAVJEŠĆUJEM (traditional-A. Meštrović)
04. PASTORELLA (F. Coupertin-G. Kovačić)
05. PRISTUPITE VJERNI (traditional-M. Šaban)
06. OBEĆANA DJEVICA/SCARBOROUGH FAIR (engl. tradicional-T. Meštrović)
07. TIHA NOĆ (F. Gruber-M. Doležal-M. Šaban), gošća Vanna
08. SVIM NA ZEMLJI (traditional), gošća Vanna
09. RECI MARIJO/MARY DID YOU KNOW (B. Greene/M.Lowry-A. Meštrović-T. Meštrović)
10. DJETEŠCE (traditional-M. Šaban)
11. JESUS WHAT A WONDERFUL CHILD (traditional), gošća Vanna
12. DOK VANI PADA SNIJEG (A. Meštrović/T. Meštrović-A. Meštrović-G. Kovačić/Lesique) bonus pjesma
- Uskrs koji se pamti (2008.)[11]

01. Oh, Happy Day (traditional gospel)
02. On dolazi
03. Rijeke žive vode
04. Da mi te sresti (Magdalena)
05. Tvoj crveni plašt
06. Sveti plam
07. Oh, When the Saints
08. Over the River
09. John the Revelator

## Vanjske poveznice
Mrežna mjesta
- Službena stranica grupe  Arhivirana inačica izvorne stranice od 28. listopada 2008. (Wayback Machine)
- "Fides" dočekao svetog Nikolu, Nacionalno svetište sv. Josipa, www.svetijosip.com, 9. prosinca 2018.
- Imaju tisuće fanova: Ovo su prave face u hrvatskim vjersko-glazbenim krugovima, www.index.hr, 4. lipnja 2019.